# ФК Пари Сен Жермен
Фудбалски клуб Пари Сен Жермен (фр. Paris Saint-Germain Football Club), често само ПСЖ (фр. PSG), професионални је француски фудбалски клуб из Париза који игра у Лиги 1.
Своје домаће мечеве игра на стадиону Парк Принчева, капацитета 48.713 места. Најуспешнији је француски фудбалски клуб будући да је освојио укупно 56 трофеја (рачунајући сва домаћа и европска такмичења), укључујући тринаест лигашких титула и четири међународна трофеја. Пари Сен Жермен је рекордер по броју појединачних трофеја у свим домаћим такмичењима (првенство, куп, суперкуп и однедавно угашени лига куп Француске). У сезони 2024/25. ПСЖ је освојио и лигу шампиона и тако постао тек други француски клуб коме је то успело (након љутог ривала Олимпик Марсеља 1993. године).

## Историја
ПСЖ је основан 1970. године. Прво веће такмичење које је клуб освојио био је куп Француске из 1982, а први пут је био првак Француске 1986. Током 1990-их, клуб је бележио значајне успехе: други пут лигашки шампион, три освојена купа, два освојена лига купа и суперкупа Француске и прва европска титула — куп победника купова у сезони 1995/96. Током 2000-их је уследило раздобље пада у приходима, а од 2011. у клуб се улажу значајна финансијска средства и од тада креће доминација ПСЖ-а у домаћим такмичењима пошто је у том периоду чак једанаест пута био освајач француске лиге, осам пута француског купа, шест пута лига купа и једанаест пута националног суперкупа. ПСЖ је 2020. први пут дошао до финала лиге шампиона у којем је изгубио од Бајерна из Минхена са 0:1. Пет година касније 2025. ПСЖ је у Минхену тријумфовао над екипом миланског Интера са убедљивих 5:0 и на тај начин коначно дошао до своје прве титуле првака Европе.
Пари Сен Жермен је највише узастопних сезона проводио у првом рангу неког фудбалског лигашког првенства и један је од два француска клуба који су били победници неког европског такмичења. Најпознатији је фудбалски клуб у Француској и има једну од највећих база навијача на свету. Упечатљиве боје на дресовима су црвена, плава и бела. На грбу је у првом плану Ајфелов торањ и љиљан. ПСЖ има дуго ривалство с Олимпиком из Марсеља. Између та два клуба се одиграва најпознатији француски фудбалски дерби — Ле Класик.

### Повратак у највиши лет и пресељење Парка принчева (1973–1978)
Пари Сен Жермен је заиста полетео доласком модног дизајнера Данијела Хехтера на место председника управног одбора у јуну 1973. Осим што је понудио своју финансијску подршку клубу, он је такође дизајнирао класичну кућну опрему тима. Хехтер је потом шокирао националну игру уочи сезоне 1973–74 . именовавши француску легенду Жиста Фонтена за спортског директора.
ПСЖ је одиграо своју прву утакмицу на Парку принчева током ове кампање. Било је то против париског Ред Стара 10. новембра 1973. године. ПСЖ је победио са 3–1, а Отнијел Досеви постигао је први гол клуба на стадиону. Парижани су такође започели своју традицију бриљантних трчања на Куп де Франсу, пласиравши се у четвртфинале пошто су победили Мец у Парцу пред 25.000 гледалаца (2–1; 4–1 укупно).

## Успеси

### Национални
- Прва лига Француске 
  - Првак (13–рекорд) : 1985/86, 1993/94, 2012/13, 2013/14, 2014/15, 2015/16, 2017/18, 2018/19, 2019/20, 2021/22, 2022/23, 2023/24, 2024/25.
  - Вицепрвак (9) : 1988/89, 1992/93,[9] 1995/96, 1996/97, 1999/00, 2003/04, 2011/12, 2016/17, 2020/21.
- Друга лига Француске []
  - Првак (1) : 1970/71.
  - Вицепрвак (1) : 1973/74. (промоција у виши ранг кроз плеј–оф)
- Куп Француске 
  - Освајач (16–рекорд) : 1981/82, 1982/83, 1992/93, 1994/95, 1997/98, 2003/04, 2005/06, 2009/10, 2014/15, 2015/16, 2016/17, 2017/18, 2019/20, 2020/21, 2023/24, 2024/25.
  - Финалиста (5) : 1984/85, 2002/03, 2007/08, 2010/11, 2018/19.
- Лига куп Француске
  - Освајач (9–рекорд) : 1994/95, 1997/98, 2007/08, 2013/14, 2014/15, 2015/16, 2016/17, 2017/18, 2019/20.
  - Финалиста (1) : 1999/00.
- Суперкуп Француске 
  - Освајач (13–рекорд) : 1995, 1998, 2013, 2014, 2015, 2016, 2017, 2018, 2019, 2020,[10] 2022, 2023,[11], 2024.[12]
  - Финалиста (5) : 1986, 2004, 2006, 2010, 2021.

### Међународни
- Лига шампиона
  - Освајач (1) : 2024/25.
  - Финалиста (1) : 2019/20.
  - Полуфиналиста (3) : 1994/95, 2020/21, 2023/24.
  - Четвртфиналиста (4) : 2012/13, 2013/14, 2014/15, 2015/16.
- Куп победника купова
  - Освајач (1) : 1995/96.
  - Финалиста (1) : 1996/97.
  - Полуфиналиста (1) : 1993/94.
  - Четвртфиналиста (1) : 1982/83.
- Куп УЕФА
  - Полуфиналиста (1) : 1992/93.
  - Четвртфиналиста (1) : 2008/09.
- Суперкуп Европе / УЕФА суперкуп
  - Освајач (1) : 2025.
  - Финалиста (1) : 1996.
- Светско клупско првенство :
  - Финалиста (1) : 2025.
- Интертото куп
  - Освајач (1) : 2001.
- Међународни куп шампиона [][13]
  - Освајач (2) : 2015, 2016.

## Сва финала међународних купова Пари Сен Жермена
Лига шампиона
| 2019/20. | Бајерн Минхен   | 1–0 | Пари Сен Жермен |
| 2024/25. | Пари Сен Жермен | 5–0 | Интер           |

Куп победника купова
| 1995/96. | Пари Сен Жермен | 1–0 | Рапид Беч       |
| 1996/97. | Барселона       | 1–0 | Пари Сен Жермен |

УЕФА суперкуп
| 1996. | Пари Сен Жермен | 1–6, 1–3  | Јувентус         |
| 2025. | Пари Сен Жермен | 2–2 (4–3) | Тотенхем хотспур |

Светско клупско првенство
| 2025. | Челси | 3–0 | Пари Сен Жермен |

Интертото куп
| 2001. | Пари Сен Жермен | 0–0, 1–1 | Бреша |

## Тренутни састав
Ажурирано: 12. август 2025.
| Бр. |              | Позиција | Играч                           |
| --- | ------------ | -------- | ------------------------------- |
| 1   | Италија      | Г        | Ђанлуиђи Донарума               |
| 2   | Мароко       | О        | Ашраф Хакими (заменик капитена) |
| 3   | Француска    | О        | Преснел Кимпембе                |
| 4   | Бразил       | О        | Лукас Бералдо                   |
| 5   | Бразил       | О        | Маркињос (капитен)              |
| 6   | Украјина     | О        | Иља Забарни                     |
| 7   | Грузија      | Н        | Хвича Кварацхелија              |
| 8   | Шпанија      | С        | Фабијан Руиз                    |
| 9   | Португалија  | Н        | Гонсало Рамос                   |
| 10  | Француска    | Н        | Усман Дембеле                   |
| 14  | Француска    | С        | Дезире Дуе                      |
| 17  | Португалија  | С        | Витиња                          |
| 19  | Јужна Кореја | С        | Канг-Ин Ли                      |

| Бр. |             | Позиција | Играч           |
| --- | ----------- | -------- | --------------- |
| 21  | Француска   | О        | Лукас Ернандез  |
| 24  | Француска   | С        | Сени Мајулу     |
| 25  | Португалија | О        | Нуно Мендес     |
| 29  | Француска   | Н        | Бредли Баркола  |
| 30  | Француска   | Г        | Лукас Шевалије  |
| 33  | Француска   | С        | Ворен Заир Емри |
| 39  | Русија      | Г        | Матвеј Сафонов  |
| 43  | Француска   | О        | Ноам Камара     |
| 49  | Француска   | Н        | Ибраим Мбаје    |
| 51  | Еквадор     | О        | Вилијан Пачо    |
| 80  | Шпанија     | Г        | Арнау Тењас     |
| 87  | Португалија | С        | Жоао Невес      |
| 89  | Италија     | Г        | Ренато Марин    |

### Играчи на позајмици
| Бр. |           | Позиција | Играч                      |
| --- | --------- | -------- | -------------------------- |
| —   | Мароко    | О        | Наоуфел Ел Ханах (Монпеље) |
| —   | Француска | О        | Јорам Заге (Копенхаген)    |

| Бр. |        | Позиција | Играч                     |
| --- | ------ | -------- | ------------------------- |
| —   | Бразил | С        | Габријел Москардо (Брага) |

### Остали играчи под уговором
| Бр. |             | Позиција | Играч         |
| --- | ----------- | -------- | ------------- |
| —   | Португалија | С        | Ренато Саншес |
| —   | Шпанија     | С        | Карлос Солер  |
| —   | Шпанија     | С        | Марко Асенсио |

| Бр. |           | Позиција | Играч             |
| --- | --------- | -------- | ----------------- |
| —   | Мароко    | Н        | Иљес Хусни        |
| —   | Француска | Н        | Рандал Коло Муани |

## Стручни штаб
| Позиција          | Имена тренера                             |
| ----------------- | ----------------------------------------- |
| Главни тренер     | Луис Енрике                               |
| Помоћни тренери   | Рафел Пол Гиљем Ернандез                  |
| Психолог          | Хоакин Валдес                             |
| Фитнес тренери    | Педро Гомез Алберто Пиернас               |
| Тренери голмана   | Борха Алварез Никола Кузан                |
| Видео аналитичари | Винсент Бруне Антоан Гиљотин Квентин Били |

## Капитени Пари Сен Жермена
| Име             | Националност | Године    |
| --------------- | ------------ | --------- |
| Жан Џоркаеф     | Француска    | 1970—1972 |
| Камил Шокје     | Француска    | 1972—1973 |
| Жан-Пјер Дољани | Француска    | 1973—1975 |
| Умберто Коељо   | Португал     | 1975—1976 |
| Мустафа Далеб   | Алжир        | 1976—1978 |
| Доминик Батене  | Француска    | 1978—1985 |
| Луис Фернандез  | Француска    | 1985—1986 |
| Жан-Марк Пилорж | Француска    | 1986—1987 |
| Фабрис Пулан    | Француска    | 1987—1988 |
| Умар Сене       | Сенегал      | 1988—1990 |
| Сафет Сушић     | СФРЈ         | 1990—1991 |
| Бруно Жермен    | Француска    | 1991—1992 |
| Пол Ле Гуен     | Француска    | 1992—1994 |
| Давид Жинола    | Француска    | 1994      |
| Ален Рош        | Француска    | 1994—1995 |

| Име                   | Националност | Године     |
| --------------------- | ------------ | ---------- |
| Бернар Лама           | Француска    | 1995—1997  |
| Раи                   | Бразил       | 1997—1998  |
| Марко Симоне          | Италија      | 1998—1999  |
| Али Бенарбија         | Алжир        | 1999—2000  |
| Ерик Рабесандратана   | Француска    | 2000       |
| Фредерик Деу          | Француска    | 2000—2002  |
| Маурисио Почетино     | Аргентина    | 2002—2003  |
| Фредерик Деу          | Француска    | 2003—2004  |
| Жосе-Карл Пјер-Фанфан | Француска    | 2004—2005  |
| Паулета               | Португал     | 2005—2008  |
| Клод Макелеле         | Француска    | 2008—2011  |
| Мамаду Сако           | Француска    | 2011—2012  |
| Кристоф Жале          | Француска    | 2012       |
| Тијаго Силва          | Бразил       | 2012—2020  |
| Маркињос              | Бразил       | 2020—данас |

## Рекордери по броју одиграних утакмица и постигнутих голова за Пари Сен Жермен
| Број | Име                           | Националност          | Године              | Укупно утакмица |
| ---- | ----------------------------- | --------------------- | ------------------- | --------------- |
| 1    | Маркињос                      | Бразил                | 2013—данас          | 492             |
| 2    | Жан-Марк Пилорж               | Француска             | 1975—1987 1988—1989 | 435             |
| 3    | Марко Верати                  | Италија               | 2012—2023           | 416             |
| 4    | Силвајн Арман                 | Француска             | 2004—2013           | 380             |
| 5    | Сафет Сушић Пол Ле Гуен       | СФРЈ · Француска      | 1982—1991 1991—1998 | 344             |
| 7    | Бернар Лама                   | Француска             | 1992—1997 1998—2000 | 318             |
| 8    | Тијаго Силва                  | Бразил                | 2012—2020           | 315             |
| 9    | Мустафа Далеб                 | Алжир                 | 1974—1984           | 310             |
| 10   | Килијан Мбапе                 | Француска             | 2017—2024           | 308             |
| 11   | Единсон Кавани                | Уругвај               | 2013—2020           | 301             |
| 12   | Блез Матуиди Анхел Ди Марија  | Француска · Аргентина | 2011—2017 2015—2022 | 295             |
| 14   | Ерик Рено                     | Француска             | 1972—1975 1976—1982 | 290             |
| 15   | Жоел Батс                     | Француска             | 1985—1992           | 285             |
| 16   | Доминик Баратели              | Француска             | 1978—1985           | 281             |
| 17   | Данијел Браво                 | Француска             | 1989—1996           | 280             |
| 18   | Доминик Батане Луис Фернандез | Француска · Француска | 1978—1985 1978—1986 | 273             |
| 20   | Хавијер Пасторе               | Аргентина             | 2011—2018           | 269             |

| Број | Име                | Националност | Године              | Укупно голова |
| ---- | ------------------ | ------------ | ------------------- | ------------- |
| 1    | Килијан Мбапе      | Француска    | 2017—2024           | 256           |
| 2    | Единсон Кавани     | Уругвај      | 2013—2020           | 200           |
| 3    | Златан Ибрахимовић | Шведска      | 2012—2016           | 156           |
| 4    | Нејмар             | Бразил       | 2017—2023           | 118           |
| 5    | Паулета            | Португал     | 2003—2008           | 109           |
| 6    | Доминик Рошето     | Француска    | 1980—1987           | 100           |
| 7    | Мустафа Далеб      | Алжир        | 1974—1984           | 98            |
| 8    | Франсоа М'Пеле     | Конго        | 1973—1979           | 95            |
| 9    | Анхел Ди Марија    | Аргентина    | 2015—2022           | 92            |
| 10   | Сафет Сушић        | СФРЈ         | 1982—1991           | 85            |
| 11   | Раи                | Бразил       | 1993—1998           | 72            |
| 12   | Карлос Бјанки      | Аргентина    | 1977—1979           | 71            |
| 13   | Гијом Оаро         | Француска    | 2008—2013           | 56            |
| 14   | Џорџ Веа           | Либерија     | 1992—1995           | 55            |
| 15   | Нене               | Бразил       | 2010—2013           | 48            |
| 16   | Лукас Мора         | Бразил       | 2013—2018           | 46            |
| 17   | Хавијер Пасторе    | Аргентина    | 2011—2018           | 45            |
| 18   | Давид Жинола       | Француска    | 1992—1995           | 44            |
| 19   | Намбатинге Токо    | Чад          | 1980—1985           | 43            |
| 20   | Кристијан Андре    | Француска    | 1972—1975 1976—1977 | 42            |

## Рекордни долазни и одлазни трансфери Пари Сен Жермена
| Број | Име                | Година куповине играча | Претходни клуб     | Цена у милионима евра |
| ---- | ------------------ | ---------------------- | ------------------ | --------------------- |
| 1    | Нејмар             | 2017                   | Барселона          | 222                   |
| 2    | Килијан Мбапе      | 2018                   | Монако             | 180                   |
| 3    | Рандал Коло Муани  | 2023                   | Ајнтрахт Франкфурт | 75                    |
| 4    | Хвича Кварацхелија | 2025                   | Наполи             | 70                    |
| 5    | Гонсало Рамос      | 2023                   | Бенфика            | 65                    |
| 6    | Единсон Кавани     | 2013                   | Наполи             | 64                    |
| 7    | Анхел Ди Марија    | 2015                   | Манчестер јунајтед | 63                    |
| 8    | Ашраф Хакими       | 2021                   | Интер Милано       | 60                    |
| 9    | Мануел Угарте      | 2023                   | Спортинг Лисабон   | 60                    |
| 10   | Жоао Невес         | 2024                   | Бенфика            | 60                    |

| Број | Име             | Година продаје играча | Наредни клуб       | Цена у милионима евра |
| ---- | --------------- | --------------------- | ------------------ | --------------------- |
| 1    | Нејмар          | 2023                  | Ел Хилал           | 90                    |
| 2    | Ксави Симонс    | 2025                  | РБ Лајпциг         | 50                    |
| 3    | Мануел Угарте   | 2024                  | Манчестер јунајтед | 50                    |
| 4    | Марко Верати    | 2023                  | Ал Араби           | 45                    |
| 5    | Гонсало Гедес   | 2018                  | Валенсија          | 40                    |
| 6    | Давид Луиз      | 2016                  | Челси              | 35                    |
| 7    | Роналдињо       | 2003                  | Барселона          | 30                    |
| 8    | Лукас Мора      | 2018                  | Тотенхем хотспур   | 28                    |
| 9    | Арно Калимуендо | 2022                  | Рен                | 25                    |
| 10   | Серж Орије      | 2017                  | Тотенхем хотспур   | 25                    |

## Кућа славних Пари Сен Жермена
| Име             | Националност | Позиција       | Године              |
| --------------- | ------------ | -------------- | ------------------- |
| Жан Џоркаеф     | Француска    | Одбрана        | 1970—1972           |
| Жан-Пјер Дољани | Француска    | Напад          | 1973—1976           |
| Мустафа Далеб   | Алжир        | Напад          | 1974—1984           |
| Жан-Марк Пилорж | Француска    | Одбрана        | 1975—1987 1988—1989 |
| Карлос Бјанки   | Аргентина    | Напад          | 1977—1979           |
| Доминик Батене  | Француска    | Средина терена | 1978—1985           |
| Луис Фернандез  | Француска    | Средина терена | 1978—1986           |
| Доминик Рошето  | Француска    | Напад          | 1980—1987           |
| Сафет Сушић     | СФРЈ         | Средина терена | 1982—1991           |
| Рикардо Гомеш   | Бразил       | Одбрана        | 1991—1995           |

| Име                | Националност | Позиција       | Године              |
| ------------------ | ------------ | -------------- | ------------------- |
| Валдо Фиљо         | Бразил       | Средина терена | 1991—1995           |
| Давид Жинола       | Француска    | Напад          | 1992—1995           |
| Џорџ Веа           | Либерија     | Напад          | 1992—1995           |
| Бернар Лама        | Француска    | Голман         | 1992—1997 1998—2000 |
| Раи                | Бразил       | Средина терена | 1993—1998           |
| Џеј-Џеј Окоча      | Нигерија     | Средина терена | 1998—2002           |
| Роналдињо          | Бразил       | Средина терена | 2001—2003           |
| Паулета            | Португал     | Напад          | 2003—2008           |
| Златан Ибрахимовић | Шведска      | Напад          | 2012—2016           |
| Дејвид Бекам       | Енглеска     | Средина терена | 2013                |

## Тренери Пари Сен Жермена
| Име                        | Националност          | Године    |
| -------------------------- | --------------------- | --------- |
| Пјер Фелипон               | Француска             | 1970—1972 |
| Роберт Вико                | Француска             | 1972—1973 |
| Жист Фонтен Роберт Вико    | Француска · Француска | 1973—1975 |
| Жист Фонтен                | Француска             | 1975—1976 |
| Велибор Васовић            | СФРЈ                  | 1976—1977 |
| Илија Пантелић Пјер Алонзо | СФРЈ · Француска      | 1977      |
| Жан-Мишел Ларке            | Француска             | 1977—1978 |
| Пјер Алонзо                | Француска             | 1978      |
| Велибор Васовић            | СФРЈ                  | 1978—1979 |
| Камил Шокје Пјер Алонзо    | Француска · Француска | 1979      |
| Жорж Пејрош                | Француска             | 1979—1983 |
| Лусјен Ледук               | Француска             | 1983—1984 |
| Жорж Пејрош                | Француска             | 1984—1985 |
| Кристијан Кост             | Француска             | 1985      |
| Жерар Улије                | Француска             | 1985—1987 |
| Ерик Момбертс              | Француска             | 1987—1988 |
| Ерик Момбертс Жерар Улије  | Француска · Француска | 1988      |
| Томислав Ивић              | СФРЈ                  | 1988—1990 |

| Име                     | Националност       | Године     |
| ----------------------- | ------------------ | ---------- |
| Анри Мишел              | Француска          | 1990—1991  |
| Артур Жорже             | Португал           | 1991—1994  |
| Луис Фернандез          | Француска          | 1994—1996  |
| Рикардо Гомеш Жоел Батс | Бразил · Француска | 1996—1998  |
| Ален Жирес              | Француска          | 1998       |
| Артур Жорже             | Португал           | 1998—1999  |
| Филип Бержеро           | Француска          | 1999—2000  |
| Луис Фернандез          | Француска          | 2000—2003  |
| Вахид Халилхоџић        | БиХ                | 2003—2005  |
| Лоран Фурније           | Француска          | 2005       |
| Ги Лакомб               | Француска          | 2005—2007  |
| Пол Ле Гуен             | Француска          | 2007—2009  |
| Антоан Комбуаре         | Француска          | 2009—2011  |
| Карло Анчелоти          | Италија            | 2011—2013  |
| Лоран Блан              | Француска          | 2013—2016  |
| Унаи Емери              | Шпанија            | 2016—2018  |
| Томас Тухел             | Немачка            | 2018—2020  |
| Маурисио Почетино       | Аргентина          | 2021—2022  |
| Кристоф Галтје          | Француска          | 2022—2023  |
| Луис Енрике             | Шпанија            | 2023—данас |

## Рекордери по броју вођених утакмица и остварених победа на клупи Пари Сен Жермена
| Број | Име                     | Националност       | Године              | Укупно утакмица |
| ---- | ----------------------- | ------------------ | ------------------- | --------------- |
| 1    | Луис Фернандез          | Француска          | 1994—1996 2000—2003 | 244             |
| 2    | Жорж Пејрош             | Француска          | 1979—1983 1984—1985 | 211             |
| 3    | Лоран Блан              | Француска          | 2013—2016           | 173             |
| 4    | Артур Жорже             | Португал           | 1991—1994 1998—1999 | 167             |
| 5    | Жист Фонтен             | Француска          | 1973—1976           | 137             |
| 6    | Антоан Комбуаре         | Француска          | 2009—2011           | 134             |
| 7    | Пол Ле Гуен             | Француска          | 2007—2009           | 132             |
| 8    | Роберт Вико             | Француска          | 1972—1973 1973—1975 | 131             |
| 9    | Томас Тухел             | Немачка            | 2018—2020           | 127             |
| 10   | Жерар Улије             | Француска          | 1985—1987 1988      | 124             |
| 11   | Луис Енрике             | Шпанија            | 2023—данас          | 120             |
| 12   | Унаи Емери              | Шпанија            | 2016—2018           | 114             |
| 13   | Рикардо Гомеш Жоел Батс | Бразил · Француска | 1996—1998           | 106             |
| 14   | Томислав Ивић           | СФРЈ               | 1988—1990           | 86              |
| 15   | Маурисио Почетино       | Аргентина          | 2021—2022           | 84              |
| 16   | Вахид Халилхоџић        | БиХ                | 2003—2005           | 80              |
| 17   | Карло Анчелоти          | Италија            | 2011—2013           | 77              |
| 18   | Филип Бержеро           | Француска          | 1999—2000           | 75              |
| 19   | Пјер Фелипон            | Француска          | 1970—1972           | 74              |
| 20   | Велибор Васовић         | СФРЈ               | 1976—1977 1978—1979 | 73              |

| Број | Име                           | Националност          | Године              | Укупно победа |
| ---- | ----------------------------- | --------------------- | ------------------- | ------------- |
| 1    | Лоран Блан                    | Француска             | 2013—2016           | 126           |
| 2    | Луис Фернандез                | Француска             | 1994—1996 2000—2003 | 125           |
| 3    | Жорж Пејрош                   | Француска             | 1979—1983 1984—1985 | 100           |
| 4    | Томас Тухел                   | Немачка               | 2018—2020           | 95            |
| 5    | Унаи Емери                    | Шпанија               | 2016—2018           | 87            |
| 6    | Артур Жорже                   | Португал              | 1991—1994 1998—1999 | 84            |
| 7    | Луис Енрике                   | Шпанија               | 2023—данас          | 83            |
| 8    | Роберт Вико                   | Француска             | 1972—1973 1973—1975 | 65            |
| 9    | Пол Ле Гуен                   | Француска             | 2007—2009           | 62            |
| 10   | Антоан Комбуаре               | Француска             | 2009—2011           | 61            |
| 11   | Жист Фонтен                   | Француска             | 1973—1976           | 60            |
| 12   | Жерар Улије Маурисио Почетино | Француска · Аргентина | 1985—1987 2021—2022 | 55            |
| 14   | Рикардо Гомеш Жоел Батс       | Бразил · Француска    | 1996—1998           | 54            |
| 15   | Карло Анчелоти                | Италија               | 2011—2013           | 49            |
| 16   | Томислав Ивић                 | СФРЈ                  | 1988—1990           | 41            |
| 17   | Вахид Халилхоџић              | БиХ                   | 2003—2005           | 36            |
| 18   | Филип Бержеро                 | Француска             | 1999—2000           | 35            |
| 19   | Кристоф Галтје                | Француска             | 2022—2023           | 34            |
| 20   | Пјер Фелипон                  | Француска             | 1970—1972           | 30            |

## Трофејни тренери Пари Сен Жермена
| Име               | Националност | Период              | Трофеји                                                                                              |
| ----------------- | ------------ | ------------------- | --- |
| Пјер Фелипон      | Француска    | 1970—1972           | 1 друга лига Француске                                                                               |
| Жорж Пејрош       | Француска    | 1979—1983           | 2 купа Француске                                                                                     |
| Жерар Улије       | Француска    | 1985—1987           | 1 првенство Француске                                                                                |
| Артур Жорже       | Португал     | 1991—1994           | 1 првенство Француске, 1 куп Француске                                                               |
| Луис Фернандез    | Француска    | 1994—1996 2000—2003 | 1 куп Француске, 1 лига куп Француске, 1 суперкуп Француске, 1 куп победника купова, 1 интертото куп |
| Рикардо Гомеш     | Бразил       | 1996—1998           | 1 куп Француске, 1 лига куп Француске                                                                |
| Ален Жирес        | Француска    | 1998                | 1 суперкуп Француске                                                                                 |
| Вахид Халилхоџић  | БиХ          | 2003—2005           | 1 куп Француске                                                                                      |
| Ги Лакомб         | Француска    | 2005—2007           | 1 куп Француске                                                                                      |
| Пол Ле Гуен       | Француска    | 2007—2009           | 1 лига куп Француске                                                                                 |
| Антоан Комбуаре   | Француска    | 2009—2011           | 1 куп Француске                                                                                      |
| Карло Анчелоти    | Италија      | 2011—2013           | 1 првенство Француске                                                                                |
| Лоран Блан        | Француска    | 2013—2016           | 3 првенства Француске, 2 купа Француске, 3 лига купа Француске, 3 суперкупа Француске                |
| Унаи Емери        | Шпанија      | 2016—2018           | 1 првенство Француске, 2 купа Француске, 2 лига купа Француске, 2 суперкупа Француске                |
| Томас Тухел       | Немачка      | 2018—2020           | 2 првенства Француске, 1 куп Француске, 1 лига куп Француске, 2 суперкупа Француске                  |
| Маурисио Почетино | Аргентина    | 2021—2022           | 1 првенство Француске, 1 куп Француске, 1 суперкуп Француске                                         |
| Кристоф Галтје    | Француска    | 2022—2023           | 1 првенство Француске, 1 суперкуп Француске                                                          |
| Луис Енрике       | Шпанија      | 2023—данас          | 2 првенства Француске, 2 купа Француске, 2 суперкупа Француске, 1 лига шампиона, 1 УЕФА суперкуп     |

## Председници Пари Сен Жермена
| Име             | Националност | Године    |
| --------------- | ------------ | --------- |
| Пјер-Етјен Гијо | Француска    | 1970—1971 |
| Ги Крешен       | Француска    | 1971      |
| Анри Патрел     | Француска    | 1971—1974 |
| Данијел Хехтер  | Француска    | 1974—1978 |
| Франсис Борели  | Француска    | 1978—1991 |
| Мишел Денисо    | Француска    | 1991—1998 |
| Шарл Бјетри     | Француска    | 1998      |
| Лоран Перпер    | Француска    | 1998—2003 |
| Франсис Греје   | Француска    | 2003—2005 |

| Име              | Националност | Године     |
| ---------------- | ------------ | ---------- |
| Пјер Блајо       | Француска    | 2005—2006  |
| Алан Кејзак      | Француска    | 2006—2008  |
| Симон Тахар      | Француска    | 2008       |
| Шарл Вилнев      | Француска    | 2008—2009  |
| Себастјен Базен  | Француска    | 2009       |
| Робин Лепру      | Француска    | 2009—2011  |
| Беноа Русо       | Француска    | 2011       |
| Насер ел Хелаифи | Катар        | 2011—данас |

## Ривалитет са Олимпик Марсељом

### "Ле Класик" (статистика и трофеји)
Од 16. марта 2025.
| Такмичење               | ИГ  | Пари Сен Жермен | Н  | Олимпик Марсељ | ГолПари Сен Жермен | ГолОлимпик Марсељ |
| ----------------------- | --- | --------------- | -- | -------------- | ------------------ | ----------------- |
| Првенство Француске     | 91  | 39              | 20 | 32             | 130                | 106               |
| Куп Француске           | 14  | 10              | 2  | 2              | 27                 | 13                |
| Лига куп Француске      | 2   | 2               | 0  | 0              | 5                  | 2                 |
| Суперкуп Француске      | 2   | 1               | 1  | 0              | 2                  | 1                 |
| Укупно званичних мечева | 109 | 52              | 23 | 34             | 164                | 122               |

| ИГ: одиграно утакмица                                   |
| Пари Сен Жермен: победа Пари Сен Жермена                |
| Н: нерешено                                             |
| Олимпик Марсељ: победа Олимпик Марсеља                  |
| ГолПари Сен Жермен: постигнутих голова Пари Сен Жермена |
| ГолОлимпик Марсељ: постигнутих голова Олимпик Марсеља   |

Од 13. августа 2025.
| Пари Сен Жермен       | Такмичење                     | Олимпик Марсељ |
| --------------------- | ----------------------------- | -------------- |
| Домаћа такмичења      |                               |                |
| —                     | Аматерско првенство Француске | 1              |
| 13                    | Првенство Француске           | 9              |
| 1                     | Друга лига Француске          | 1              |
| 16                    | Куп Француске                 | 10             |
| 9                     | Лига куп Француске            | 3              |
| 13                    | Суперкуп Француске            | 3              |
| 52                    | Укупно                        | 27             |
| Међународна такмичења |                               |                |
| 1                     | Лига шампиона                 | 1              |
| 1                     | Куп победника купова          | —              |
| 1                     | УЕФА суперкуп                 | —              |
| 1                     | Интертото куп                 | 1              |
| 4                     | Укупно                        | 2              |
| 56                    | Укупно свих трофеја           | 29             |